# Wolfgang Sobotka
Wolfgang Sobotka (Waidhofen an der Ybbs, 1956. január 5. –) osztrák politikus, a Nemzeti Tanács elnöke 2017 és 2024 között.